# William Henry Pommer
William Henry Pommer   (Saint Louis, 22 de març de 1851 - 13 d'octubre de 1937) va ser un director d'orquestra i compositor estatunidenc.
Estudià a Leipzig i Viena, i després de desenvolupar diversos càrrecs fou nomenat professor de música de la Universitat de Missouri. Va dirigir importants corporacions i és autor de diverses obres per a piano i piano i violí, cant amb acompanyament de piano o d'orquestra, un quintet per a piano i instruments d'arc, cors per a veus d'homes, etc.